# Exekutive Funktionen
Der Ausdruck exekutive Funktionen (EF) ist ein Sammelbegriff aus der Hirnforschung und Neuropsychologie. Er bezeichnet jene geistigen Funktionen, mit denen Menschen (im weiteren Sinne: höhere Lebewesen) ihr eigenes Verhalten unter Berücksichtigung der Bedingungen ihrer Umwelt steuern. Sie dienen dazu, das eigene Handeln optimal auf eine Situation auszurichten, um ein möglichst günstiges Verhaltensergebnis zu erzielen. Ein Synonym für dieses Bündel an Fähigkeiten ist auch „kognitive Kontrolle“.
Exekutive Funktionen sind also Kontrollprozesse, die besonders dann eingesetzt werden, wenn automatisiertes Handeln zur Problemlösung nicht mehr ausreicht. Beispiele für solche Situationen sind etwa die Korrektur eines Fehlers, das Erlernen einer komplizierten neuen Fertigkeit oder das Durchbrechen tief verwurzelter Gewohnheiten. In diesen Fällen ist anstatt routinierten Vorgehens ein hohes Maß an bewusstem und aufmerksamem Handeln gefragt, wofür die EF erforderlich sind.
Die exekutiven Funktionen hängen eng mit akademischer Leistungen und Lernerfolg zusammen und besitzen hierfür eine vergleichbare Vorhersagekraft wie der Intelligenzquotient.
Störungen der exekutiven Funktionen als Merkmal etwa von Suchterkrankungen, Autismus, ADHS und anderen Störungen des Zentralnervensystems werden als exekutive Dysfunktion bezeichnet.

## Beschreibung
Exekutive Funktionen sind keinem einzelnen kognitiven Bereich (z. B. Gedächtnis, Wahrnehmung) zugeordnet, sondern erfüllen eine überwachende Kontrollfunktion. Beispiele für exekutive Funktionen sind:
- das Setzen von Zielen,
- strategische Handlungsplanung zur Erreichung dieser Ziele,
- Einkalkulieren von Hindernissen auf dem Weg dahin,
- Entscheidung für Prioritäten,
- Selbstkontrolle (Impulskontrolle und Emotionsregulation),
- das Arbeitsgedächtnis,
- bewusste Aufmerksamkeitssteuerung,
- zielgerichtetes Beginnen, Koordinieren und Sequenzieren von Handlungen,
- motorische Umsetzung, Beobachtung der Handlungsergebnisse und Selbstkorrektur.

Es handelt sich also um die höheren mentalen und kognitiven Prozesse, die der Selbstregulation und zielgerichteten Handlungssteuerung des Individuums in seiner Umwelt dienen. Die EF können zusammenfassend als diejenigen psychischen Fähigkeiten verstanden werden, „die der Ausführung von Handlungen unmittelbar vorangehen oder sie begleiten“. Auch Selbstmotivation, die Willensbildung (Volition) und der Anstoß zum Beginnen einer Handlung (Initiative) werden den exekutiven Funktionen zugerechnet.
Die exekutiven Funktionen sind überall im Alltag von zentraler Bedeutung: Sie sind unverzichtbar für eine eigenständige Lebensführung und machen Selbstdisziplin, gutes Zeitmanagement, Umsetzungsstärke und Belohnungsaufschub erst möglich.
Statistische Forschungen ergaben, dass sich alle komplexeren exekutiven Funktionen auf drei unabhängige Basisprozesse reduzieren lassen:
- Wechsel des Aufmerksamkeitsfokus (shifting)
- Inhibition dominanter Antworttendenzen (inhibition)
- Aktualisierung von Arbeitsgedächtnisinhalten (updating)

Vorteil dieser Vorgehensweise ist die gute Operationalisierung und Messbarkeit dieser Grundprozesse mittels Tests.

## Messverfahren
Zu Messung exekutiver Funktionen werden üblicherweise klassische neuropsychologische Testverfahren (z. B. der Stroop Test) eingesetzt. Deren Vorhersagekraft für reale Alltagstätigkeiten (ökologische Validität) wird jedoch zunehmend angezweifelt und kontrovers diskutiert. Daher werden heute parallel dazu Fragebogenverfahren (etwa das Behavior Rating Inventory of Executive Function (BRIEF)) angewendet, die alltagsnäher konzipiert sind.
Beispiele für bekannte Messverfahren sind:
- Behavioural Assessment of Dysexecutive Syndrome (BADS):
Mehrere Sub-Tests untersuchen u. a. die Planungs- sowie die Kontroll- und Anpassungsfähigkeit des Verhaltens nach impliziten und expliziten Anweisungen.[8]
- Barkley Deficits in Executive Functioning Scales (BDEFS):
Durch Selbst- und Fremdbeurteilungsskalen erhält man eine Einschätzung von exekutiven Funktionen.[9]
- Tests zur Planungsfähigkeit (Turm von London, HOTAP):[10]
Bei diesem Test zur Planungsfähigkeit, von dem es mehrere Variationen gibt, sollen Perlen o. ä. aus einer Anfangsposition auf drei vertikalen Stäben in eine vorgegebene Endposition gebracht werden. Die Performanz wird mit der benötigten Zeit oder den benötigten Zügen gemessen.[11]
- Iowa Gambling Task:
Möglichst viel Gewinn und wenig Verlust zu erhalten, indem Karten aufgedeckt werden. Karten von Stapel A und B bringen höhere Gewinne, aber langfristig höhere Verluste als Karten von Stapel C und D. Patienten mit bestimmten Gehirnläsionen schaffen es weniger gut, ihre Strategie daran anzupassen, und erhalten weniger Gewinn.[12]
- Rey-Osterrieth Complex Figure:
Eine komplexe geometrische Figur soll zunächst unmittelbar und erneut nach 30 Minuten aus dem Gedächtnis abgezeichnet werden.[13]
- Trail-Making Test (TMT):
Ohne den Stift abzusetzen, werden die Zahlen von 1 bis 13 und die Buchstaben A bis L in aufsteigender Reihenfolge nach dem Muster 1-A-2-B-… verbunden. Gemessen wird die benötigte Zeit.[14]
- Wisconsin Card Sorting Test (WCST):
Eine Reihe von Karten soll nach bestimmten Regeln Referenzkarten zugeordnet werden. Wenn die Regel („Sortiere die Karten anhand der Farbe/der Form/des Zahlenwerts“) plötzlich wechselt, haben Patienten mit bestimmten Gehirnläsionen Schwierigkeiten, der neuen Regel zu folgen.[14]

## Neurobiologisches Substrat
Die Voraussetzung für eine gute Funktionsfähigkeit dieser kognitiven Leistungen ist auf Gehirnebene ein intaktes Frontalhirn (insbesondere Präfrontaler Cortex) sowie ein ausbalanciertes Zusammenspiel bestimmter in Regelkreisen angeordneter Nervenbahnen und der zugehörigen Neurotransmitter. Diese neuronalen Regelkreise umfassen neben dem Frontalhirn auch Teile der Basalganglien und den Thalamus (siehe striatofrontale Dysfunktion).

## Medizinische Relevanz
Bei bestimmten neurologischen Störungen (z. B. frontotemporaler Demenz, Dysphasie, Schädel-Hirn-Trauma, dysexekutivem Syndrom bzw. Frontalhirnsyndrom, fetalem Alkoholsyndrom) sind die exekutiven Funktionen beeinträchtigt. Sie sind aber auch bei einer Vielzahl von psychischen Erkrankungen oder Entwicklungsstörungen mehr oder weniger ausgeprägt betroffen, etwa bei der Aufmerksamkeitsdefizit-/Hyperaktivitätsstörung (ADHS), Autismus, Korsakow-Syndrom, Schizophrenie oder beim Borderline-Syndrom.

### Training
Exekutive Funktionen können ein Leben lang durch Training verbessert werden, so wie auch körperliche Fitness durch sportliche Aktivität ein Leben lang verbessert werden kann. Um exekutive Funktionen zu verbessern, muss das mentale Training herausfordernd sein. Die exekutiven Funktionen gehen allerdings nach Ende des Trainings langsam wieder auf ihr Ausgangsniveau zurück, analog zu körperlichem Training (auch wenn Effekte Monate oder sogar Jahre nachweisbar sein können).
Zahlreiche Aktivitäten verbessern die exekutive Funktionen, darunter computergestütztes Training, Spiele, Aerobic, Widerstandstraining, Kampfsportarten, Yoga, Achtsamkeit, Theater und bestimmte schulische Lehrpläne. Im Gegensatz dazu  beeinträchtigen Stress, Traurigkeit, Einsamkeit und schlechte körperliche Gesundheit (z. B. zu wenig Schlaf) die exekutive Funktionen. Das bedeutet, dass die exekutiven Funktionen verbessert werden können, indem genannte Probleme (Stress, Traurigkeit, …) verbessert werden.